# Simón González Restrepo
Simón González Restrepo (Medellín, 24 de octubre de 1931-Ibidem, 22 de septiembre de 2003), conocido como "Brother Simón" y "El brujo Simón", fue un político y escritor colombiano. 
Hijo del escritor Fernando González Ochoa, y de Margarita Restrepo, hija del expresidente Carlos Eugenio Restrepo; su padrino de bautismo fue el presidente de Venezuela Juan Vicente Gómez, a quien su padre dedicó uno de sus libros. Dotado de extraordinarias calidades intelectuales, estudió ingeniería mecánica, ingeniería metalúrgica, ingeniería industrial, economía y sociología, lo cual le permitió un ejercicio profesional amplísimo en el sector público y privado, llegando a ser director ejecutivo del Incolda (Instituto Colombiano de Administración) e Intendente de San Andrés y Providencia, a la vez que se dedicaba a la poesía y a las llamadas ciencias ocultas, llegando a organizar el Primer Congreso Mundial de Brujería en Bogotá, en 1975.
Su relación con el archipiélago de San Andrés y Providencia fue muy estrecha, al punto de que en 1992 fue elegido primer gobernador de las islas por voto popular, siendo hasta ahora el único dirigente no raizal que ha llegado a ocupar este cargo. Tras terminar su mandato en diciembre de 1994 fue construida una escultura de una barracuda en su honor, por ser este el pez favorito del exgobernador.
Retirado de la actividad política y empresarial, por iniciativa de él (aunque la idea se había forjado hacía ya un tiempo y en compañía de su hermano, Fernando González Restrepo, el otro hijo del filósofo colombiano) se creó en 2002 la Corporación Fernando González - Otraparte con el fin de difundir la obra literaria y filosófica de su padre.